# FM H-24-66
Die H-24-66, auch Train Master, war eine in den 1950er-Jahren von der Fairbanks, Morse and Company hergestellte Lokomotivenreihe mit dieselelektrischem Antrieb für den nordamerikanischen Markt. Für Kanada wurde sie von der Canadian Locomotive Company (CLC) in Lizenz gebaut.

## Geschichte
Die Train Master ging im April 1953 in Produktion. Die ersten vier Lokomotiven trugen die Fairbanks-Morse-Nummern TM1–TM4 und wurden für Testfahrten auf der Milwaukee Road eingesetzt. Nachdem die Tests beendet waren, gelangten TM1 und TM2 zur Wabash Railroad, TM3 und TM4 zur Southern Pacific.
Die Train Master war bei ihrem Erscheinen die leistungsfähigste Diesellokomotive auf dem Markt. Ihre größten Abnehmer waren die Reading Railroad und die Virginian Railway, welche sie vor schweren Kohlenzügen einsetzten. Weitere Bahnen mit größeren Train Master-Flotten waren die Southern Pacific (SP), die Central Railroad of New Jersey (CNJ) und die Delaware, Lackawanna and Western Railroad (DL&W). Die SP setzten die Train Master auch vor Reisezügen ein, wo ihre gute Beschleunigung geschätzt wurde. Die Canadian Locomotive Company baute 20 Lokomotiven für die Canadian Pacific Railway (CPR), die 1956 geliefert wurden.
Von allen Fairbanks Morse-Lokomotiven dürfte die Train Master bei weitem die revolutionärste und am besten in Erinnerung gebliebene Baureihe gewesen sein. Trotzdem konnte sie sich am Markt nicht richtig durchsetzen. Das lag einerseits am Konzept einer leistungsfähigen sechsachsigen Lokomotive, das den Bahnen damals noch nicht vertraut war, anderseits an dem verwendeten Gegenkolbenmotor, der für die meisten Werkstätten ungewohnt war.

## Technik
Die sechsachsige Lokomotive verwendete den 38D8-1/8 Zweitakt-Dieselmotor von Fairbanks Morse, der eine Leistung von 2400 hp (1,8 MW) abgeben konnte. Der Motor hatte 12 Zylinder mit einer 8 1⁄8-Zoll-Bohrung und einer Zylinderhöhe von 38 Zoll, deren Dimensionen in die Modellbezeichnung des Motors eingingen. Das Konzept des Motors diente als Basis des vom Malyschew-Werk in der Ukraine entwickelten 2D100-Motors, der in der SŽD-Baureihe ТЭ3 eingesetzt wurde.
Der Dieselmotor trieb einen Gleichstromgenerator an, der den Strom den sechs Tatzlagermotoren zuführte. Die elektrische Ausrüstung stammte anfänglich von Westinghouse Electric Corporation. Nachdem Westinghouse den Fahrmotorbau eingestellt hatte, musste Fairbanks Morse zum Fahrmotor GE752 von General Electric wechseln. Es wurden drei Getriebeübersetzungen angeboten, die Höchstgeschwindigkeiten zwischen 65 und 80 mph (105 und 130 km/h) ermöglichten. Für den Reisezugdienst waren auch Dampferzeuger mit einem 2400-Gallonen-Wassertank (9000 Liter) für die Zugheizung erhältlich.